# 浅川学園台
浅川学園台（あさかわがくえんだい）は福岡県北九州市八幡西区の地名。浅川学園台一丁目から四丁目の町がある。住居表示実施済み。郵便番号は807-0871。

## 地理
八幡西区の西部北端に位置し、東に光貞台、南に医生ケ丘，藤原，浅川 (北九州市)、南西に浅川日の峯、西に大字浅川と接し、北に若松区と接する。

### 河川
- 普通河川 中島川

## 地域の特徴
台地に形成された住宅街であり、北九州学術研究都市に隣接する文教地区。町域のやや東寄りを県道11号有毛引野線が北西から南東に走り、二丁目と三丁目を分断する。また市道の折尾頓田線が二丁目の南端を通り、三丁目と四丁目を分断して北東に抜ける。町域の南端付近には中島川が西流する。

二丁目に浅川中学校，光貞市民センターがある。

## 歴史
この辺りはかつて大字浅川の字柿ヶ谷や大字塩屋の字奥ノ菅などと呼ばれていた。1987年（昭和62年）に認可された第二浅川土地区画整理事業により住宅地が造成された。

### 沿革
- 1992年（平成4年）4月21日 - 浅川学園台一丁目 - 四丁目新設[5]。
- 1995年（平成7年）6月1日 - 住居表示実施[6][7]。

### 町名の変遷
| 実施内容 | 実施年月日               | 実施後           | 実施前                                                                               |
| -------- | ------------------------ | ---------------- | ------------------------------------------------------------------------------------ |
| 町名新設 | 1992年（平成4年）4月21日 | 浅川学園台一丁目 | 大字浅川，浅川二丁目，藤原四丁目，光貞台一丁目，光貞台二丁目，若松区大字塩屋の各一部 |
| 町名新設 | 1992年（平成4年）4月21日 | 浅川学園台二丁目 | 大字浅川，浅川二丁目，藤原四丁目，光貞台一丁目，光貞台二丁目，若松区大字塩屋の各一部 |
| 町名新設 | 1992年（平成4年）4月21日 | 浅川学園台三丁目 | 大字浅川，浅川二丁目，藤原四丁目，光貞台一丁目，光貞台二丁目，若松区大字塩屋の各一部 |
| 町名新設 | 1992年（平成4年）4月21日 | 浅川学園台四丁目 | 大字浅川，浅川二丁目，藤原四丁目，光貞台一丁目，光貞台二丁目，若松区大字塩屋の各一部 |
| 住居表示 | 1995年（平成8年）6月1日  | 浅川学園台一丁目 | 浅川学園台一丁目                                                                     |
| 住居表示 | 1995年（平成8年）6月1日  | 浅川学園台二丁目 | 浅川学園台二丁目                                                                     |
| 住居表示 | 1995年（平成8年）6月1日  | 浅川学園台三丁目 | 浅川学園台三丁目                                                                     |
| 住居表示 | 1995年（平成8年）6月1日  | 浅川学園台四丁目 | 浅川学園台四丁目                                                                     |

## 世帯数と人口
2025年（令和7年）3月31日現在（北九州市発表）の世帯数と人口は以下の通りである。
| 町               | 世帯数    | 人口    |
| ---------------- | --------- | ------- |
| 浅川学園台一丁目 | 347世帯   | 785人   |
| 浅川学園台二丁目 | 406世帯   | 951人   |
| 浅川学園台三丁目 | 389世帯   | 934人   |
| 浅川学園台四丁目 | 165世帯   | 376人   |
| 計               | 1,307世帯 | 3,046人 |

### 人口の変遷
国勢調査による人口の推移。
| 1995年（平成7年）  | 3,526人 | [ 8 ]  |  |
| 2000年（平成12年） | 3,736人 | [ 9 ]  |  |
| 2005年（平成17年） | 3,581人 | [ 10 ] |  |
| 2010年（平成22年） | 3,456人 | [ 11 ] |  |
| 2015年（平成27年） | 3,228人 | [ 12 ] |  |
| 2020年（令和2年）  | 2,981人 | [ 13 ] |  |

### 世帯数の変遷
国勢調査による世帯数の推移。
| 1995年（平成7年）  | 963世帯   | [ 8 ]  |  |
| 2000年（平成12年） | 1,069世帯 | [ 9 ]  |  |
| 2005年（平成17年） | 1,111世帯 | [ 10 ] |  |
| 2010年（平成22年） | 1,162世帯 | [ 11 ] |  |
| 2015年（平成27年） | 1,182世帯 | [ 12 ] |  |
| 2020年（令和2年）  | 1,173世帯 | [ 13 ] |  |

## 学区
市立小・中学校に通う場合、学区は以下の通りとなる。
| 町               | 街区 | 小学校               | 中学校               |
| ---------------- | ---- | -------------------- | -------------------- |
| 浅川学園台一丁目 | 全域 | 北九州市立光貞小学校 | 北九州市立浅川中学校 |
| 浅川学園台二丁目 | 全域 | 北九州市立浅川小学校 | 北九州市立浅川中学校 |
| 浅川学園台三丁目 | 全域 | 北九州市立浅川小学校 | 北九州市立浅川中学校 |
| 浅川学園台四丁目 | 全域 | 北九州市立光貞小学校 | 北九州市立浅川中学校 |

## 交通

### バス
域内のバス停と系統は以下のとおりである。
| 運行事業者 | 運行事業者     | 北九州市交通局 | 北九州市交通局 | 北九州市交通局 | 北九州市交通局 | 北九州市交通局 | 北九州市交通局 | 北九州市交通局      | 北九州市交通局             | 北九州市交通局  |
| 系統       | 系統           | 33             | 35             | 63             | 63快速         | 64             | 臨時 折尾駅    | 臨時 グリーンパーク | 臨時 ジ アウトレット北九州 | 臨時 第二浅川橋 |
| 停留所     | 浅川中学校前   |                |                | ○              |                | ○              |                | ○                   |                            |                 |
| 停留所     | 浅川学園台     | ○              | ○              | ○              | ○              | ○              | ○              | ○                   | ○                          | ○               |
| 停留所     | 浅川学園台入口 | ○              | ○              |                |                |                |                |                     | ○                          |                 |

### 道路
- 県道11号有毛引野線

## 施設

### 公共施設
- 北九州市立光貞市民センター

### 教育施設
- 北九州市立浅川中学校

### 公園
- 浅川学園台一丁目公園
- 浅川学園台二丁目公園
- 浅川学園台三丁目公園
- 浅川学園台中央公園

### その他
- 北九州市立浅川霊園